# Pinus praetermissa
Pinus praetermissa är en tallväxtart som beskrevs av Brian Thomas Styles och Mcvaugh. Pinus praetermissa ingår i släktet tallar, och familjen tallväxter. IUCN kategoriserar arten globalt som livskraftig. Inga underarter finns listade i Catalogue of Life.